# 2822 Sacajawea
2822 Sacajawea је астероид главног астероидног појаса чија средња удаљеност од Сунца износи 2,580 астрономских јединица (АЈ).
Апсолутна магнитуда астероида је 12,4.